# Metropolia Cebu
Metropolia Cebu – jedna z 16 metropolii kościoła rzymskokatolickiego na Filipinach. Została erygowana 28 kwietnia 1934. 

## Diecezje
- Archidiecezja Cebu
  - Diecezja Dumaguete
  - Diecezja Maasin
  - Diecezja Tagbilaran
  - Diecezja Talibon

## Metropolici
- Gabriel Reyes (1934-1949)
- Julio Rosales (1949-1982)
- Ricardo Vidal (1982-2010)
- Jose Palma (2010-2025)
- Alberto Uy (od 2025)